# Vivienne Harris
Vivienne Harris (Prestwich, 7 de novembro de 1921 - 4 de março de 2011) foi uma empresária e jornalista inglesa. Ela cofundou o Jewish Telegraph em dezembro de 1950 junto com o marido, Frank Harris.